# Altopiano della Ufa
L'altopiano della Ufa (in russo Уфимское плато?) è una zona rilevata situata negli Urali centrali e meridionali, in Russia che prende il nome dal fiume Ufa. Si trova nel nord-est della Baschiria, nel sud del territorio di Perm' e nell'oblast' di Sverdlovsk.

## Geografia
La lunghezza dell'altopiano da nord a sud è di circa 265 km. L'altezza è di 350-450 m (massima 517,9 m). A ovest diminuisce dolcemente e si fonde con il bassopiano sarmatico. Un tempo il territorio dell'altopiano della Ufa era in fondo all'oceano e quindi è costituito in gran parte da rocce sedimentarie stratificate, per lo più calcare eroso dall'acqua.
Il principale fiume che lo solca è l'Ufa con i suoi affluenti: Aj, Jurjuzan' (fiume), Tjuj e l'affluente di quest'ultimo Sars. Alcuni affluenti hanno scavato in profondità nell'altopiano e hanno formato profondi canyon nel corso di milioni di anni. A causa dello sviluppo del carsismo, non ci sono quasi corsi d'acqua permanenti sull'altopiano, solo corsi d'acqua temporanei formati dallo scioglimento della neve o dopo le piogge. Tutta l'acqua s'incanala poi sottoterra.
L'altopiano della Ufa è ricoperto da foreste di latifoglie scure e di conifere. Nella prima metà del XX secolo, la vasta ricchezza forestale dell'altopiano è stata oggetto di disboscamento su larga scala, effettuato principalmente dai coloni. Fino agli anni Novanta è proseguita l'esportazione di legname su ferrovia a scartamento ridotto. Sul territorio dell'altopiano ci sono le riserve naturali «Askinskij» e «Pervomajskij».